# 竜王浪勝照
竜王浪 勝照（りゅうおうなみ かつてる、1987年9月12日 - ）は、モンゴル国ウランバートル市出身で、立浪部屋に所属していた元大相撲力士。本名はブヤンジャルガル・バットトグス（モンゴル語キリル文字表記：Буянжаргалын Баттөгс）。現役時代の体格は身長187cm、体重134kg、血液型はB型。最高位は西幕下11枚目（2015年9月場所）。
2012年春巡業で、花相撲で行われる相撲甚句の歌い手を外国出身力士として初めて務めた。

## 来歴
モンゴル出身で、幼少期よりテレビで相撲観戦をして日本の大相撲に興味を持っていた。朝青龍に紹介されて朝青龍の母校である明徳義塾高校に2003年に入学し、相撲部に入部した。高校同期には千代桜と、1年次途中から相撲留学してきた同郷の東龍がいる。2006年に東龍とともに九州情報大学へ進学して、引き続き相撲部に所属。2010年に大学を卒業すると立浪部屋に入門した。当時、外国籍の力士が所属している部屋には新たな外国籍力士は入門できなかったが、猛虎浪と大鷹浪が帰化することで立浪部屋の外国籍力士枠が空いたため、入門することができた（2010年2月23日の日本相撲協会理事会で、日本国籍を取得し帰化した場合でも「外国人力士枠」から除外されないよう制限が変更されたため、こうした形での入門をすることは2020年現在不可能となっている）。
初土俵は2010年3月場所で、同期初土俵には千代桜がいる。前相撲は1番出世。翌5月場所で初めて番付に名前が載り、いきなり7戦全勝の序ノ口優勝。翌7月場所も7戦全勝としたが、千代桜（当時の四股名は立野）に敗れて序二段優勝はならず。次の9月場所も三段目で5勝2敗とし、翌11月場所では早くも幕下に昇進した。翌2011年1月場所では三段目に落ちたが、次の5月技量審査場所からは幕下に復帰している。同年9月場所では関取昇進の可能性があるといわれる幕下15枚目以内の地位に初昇格した。
2012年の2月ごろから部屋の幕内格行司・6代木村玉治郎（当時）の元で練習を積み、相撲甚句の名手として知られた元幕下・大納川の長本憲治（当時62歳）の指導も受けた上で春巡業からは相撲甚句の歌い手に選ばれ、同じ高校出身の朝赤龍の化粧回しを借りて相撲甚句を歌っている。外国出身力士が相撲甚句の歌い手に選ばれたのは初めてのことだった。この頃は「3、4種類の甚句を歌える。」程の上達度であった。その後も幕下で相撲を取り続け、2017年3月場所を最後に29歳で引退した。引退は30歳を前に次の人生について考えた末の結論であり、断髪後は横浜で解体業に従事する予定であると明かした。
2010年に大学を卒業して入門した力士は竜王浪と千代桜の2名のみであったが、千代桜は首を痛めて2012年7月場所で引退しており、竜王浪の引退により同学年の大学出身力士はわずか7年という異例の速さで全員が角界を去ることとなった。

## 主な成績
- 通算成績：156勝129敗2休（42場所）
- 各段優勝：序ノ口優勝1回（2010年5月場所）

| | 一月場所 初場所（東京） | 三月場所 春場所（大阪） | 五月場所 夏場所（東京） | 七月場所 名古屋場所（愛知） | 九月場所 秋場所（東京） | 十一月場所 九州場所（福岡） |
| --- | ----------------------- | ----------------------- | ----------------------- | --------------------------- | ----------------------- | --------------------------- |
| 2010年 （平成22年） | x                       | （前相撲）              | 西序ノ口9枚目 優勝 7–0  | 西序二段20枚目 7–0          | 東三段目25枚目 5–2      | 西幕下59枚目 3–4            |
| 2011年 （平成23年） | 東三段目14枚目 5–2      | 八百長問題 により中止   | 西幕下50枚目 5–2        | 西幕下21枚目 4–3            | 西幕下15枚目 3–4        | 西幕下19枚目 4–3            |
| 2012年 （平成24年） | 西幕下14枚目 3–4        | 西幕下20枚目 4–3        | 西幕下16枚目 2–5        | 西幕下28枚目 2–5            | 東幕下45枚目 5–2        | 東幕下30枚目 2–3–2          |
| 2013年 （平成25年） | 西幕下50枚目 5–2        | 西幕下32枚目 6–1        | 西幕下12枚目 3–4        | 西幕下20枚目 3–4            | 西幕下28枚目 4–3        | 東幕下22枚目 3–4            |
| 2014年 （平成26年） | 東幕下30枚目 3–4        | 西幕下38枚目 5–2        | 西幕下25枚目 3–4        | 西幕下32枚目 6–1            | 西幕下13枚目 3–4        | 東幕下18枚目 4–3            |
| 2015年 （平成27年） | 西幕下13枚目 2–5        | 東幕下25枚目 4–3        | 東幕下21枚目 3–4        | 西幕下30枚目 6–1            | 西幕下11枚目 3–4        | 西幕下17枚目 4–3            |
| 2016年 （平成28年） | 東幕下14枚目 3–4        | 西幕下22枚目 3–4        | 西幕下31枚目 4–3        | 東幕下27枚目 4–3            | 西幕下22枚目 5–2        | 西幕下14枚目 3–4            |
| 2017年 （平成29年） | 西幕下21枚目 1–6        | 西幕下47枚目 引退 2–5–0 | x                       | x                           | x                       | x                           |
| 各欄の数字は、「勝ち-負け-休場」を示す。 優勝 引退 休場 十両 幕下 三賞：敢=敢闘賞、殊=殊勲賞、技=技能賞 その他：★=金星 番付階級：幕内 - 十両 - 幕下 - 三段目 - 序二段 - 序ノ口 幕内序列：横綱 - 大関 - 関脇 - 小結 - 前頭（「#数字」は各位内の序列） |                         |                         |                         |                             |                         |                             |

## 改名歴
- 竜王浪 勝照（りゅうおうなみ かつてる）：2010年3月場所 - 2017年3月場所